# Малашовецька сільська рада (Хмельницький район)
Малашове́цька сільська́ ра́да — адміністративно-територіальна одиниця та орган місцевого самоврядування у Хмельницькому районі Хмельницької області. Адміністративний центр — село Малашівці.

## Загальні відомості
- Територія ради: 26,21 км²
- Населення ради: 1 046 осіб (станом на 2001 рік)
- Територією ради протікає річка Плоска

## Населені пункти
Сільській раді підпорядковані населені пункти:
- с. Малашівці
- с. Волиця

## Склад ради
Рада складалася з 14 депутатів та голови.
- Голова ради: Марценюк Валентина Петрівна
- Секретар ради: Мулявка Антоніна Болеславівна

### Керівний склад попередніх скликань
| Прізвище, ім'я, по батькові  | Основні відомості                                                             | Дата обрання | Дата звільнення |
| ---------------------------- | ----------------------------------------------------------------------------- | ------------ | --------------- |
| Черешня Анатолій Миколайович | Сільський голова, 1944 року народження, безпартійний                          | 26.03.2006   | 09.01.2010      |
| Марценюк Валентина Петрівна  | Сільський голова, 1976 року народження, освіта незакінчена вища, позапартійна | 31.10.2010   |                 |

Примітка: таблиця складена за даними сайту Верховної Ради України

### Депутати
За результатами місцевих виборів 2010 року депутатами ради стали:

#### За суб'єктами висування
| Суб'єкт висування | Кількість обраних депутатів | %  |
| ----------------- | --------------------------- | -- |
| Народна партія    | 7                           | 50 |
| Самовисування     | 7                           | 50 |

#### За округами
| № округу       | Прізвище, ім'я, по батькові    | Дата визнання обраним | Освіта             | Партійна приналежність | Відомості про обраного депутата                          |
| -------------- | ------------------------------ | --------------------- | ------------------ | ---------------------- | -------------------------------------------------------- |
| Народна Партія |                                |                       |                    |                        |                                                          |
| 1              | Сова Світлана Андріївна        | 04.11.2010            | середня спеціальна | позапартійна           | Малашовецька сільська рада, головний бухгалтер           |
| 6              | Мулявка Антоніна Болеславівна  | 04.11.2010            | середня спеціальна | позапартійна           | Малашовецька сільська рада, секретар                     |
| 9              | Вегеш Сергій Петрович          | 04.11.2010            | середня            | позапартійний          | Сільський клуб с. Волиця, зав. клуб                      |
| 10             | Стецюк Сергій Анатолійович     | 04.11.2010            | середня            | позапартійний          | приватний підприємець                                    |
| 12             | Очеретний Володимир Васильович | 04.11.2010            | середня            | позапартійний          | ПБП"Основа", водій                                       |
| 13             | Маланчук Василь Павлович       | 04.11.2010            | середня            | позапартійний          | ПБП"Основа", водій                                       |
| 14             | Стецюк Леонід Петрович         | 04.11.2010            | середня            | позапартійний          | ПБП"Основа", складальник                                 |
| Самовисування  |                                |                       |                    |                        |                                                          |
| 2              | Мулявка Галина Михайлівна      | 04.11.2010            | середня спеціальна | позапартійна           | ПБП Основа, бухгалтер                                    |
| 3              | Серветник Олена Миколаївна     | 04.11.2010            | середня            | позапартійна           | тимчасово не працює                                      |
| 4              | Корбила Олег Петрович          | 04.11.2010            | середня            | позапартійний          | приватний підприємець                                    |
| 5              | Росенко Людмила Анатоліївна    | 04.11.2010            | середня            | позапартійна           | ПБП Основа, складальник                                  |
| 7              | Алієва Майя Миколаївна         | 04.11.2010            | середня спеціальна | позапартійна           | ТОВ"Автобан", заст.. гол. бухгалтера                     |
| 8              | Герц Петро Петрович            | 04.11.2010            | вища               | позапартійний          | Хмельницький завод оцинкованого посуду, інженер по збуту |
| 11             | Кривенко Олександр Григорович  | 04.11.2010            | середня            | позапартійний          | приватний підприємець                                    |